# هیگه فنس – ایفل ناتوره پارک
هیگه فنس – ایفل ناتوره پارک (به آلمانی: Naturpark Hohes Venn-Eifel) یک منطقهٔ مسکونی در آلمان است که در نوردراین-وستفالن واقع شده‌است.